# تقنين مساحات الطرق

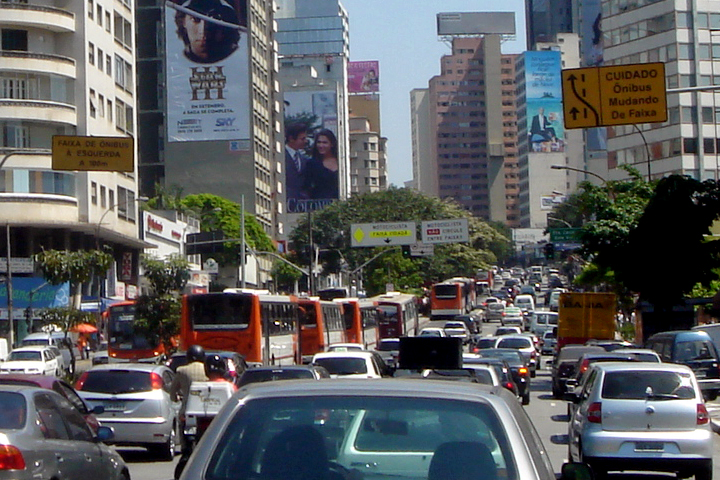

تقنين مساحات الطرق، ويعرف أيضًا بمناوبة التنقل كل يومين، أو تقييد القيادة، أو أيام حظر القيادة، هو إستراتيجية لإدارة الطلب على التنقل، تهدف إلى تقليل العوامل الخارجية السلبية الناتجة عن تلوث الهواء في المناطق الحضرية أو عن زيادة الطلب على التنقل في المناطق الحضرية بما يتجاوز العرض المتاح أو سعة الطريق من خلال تقييد الطلب بصورة مقصودة (سفر المركبات) عن طريق تقنين سعة الطرق العامة الجيدة النادر، خصوصًا خلال فترات الذروة أو عندما يصل التلوّث إلى ذروته. يتحقّق هذا الهدف من خلال تقييد النفاذ إلى حركة السير في منطقة حزام المدينة أو مركز مدينة (CBD) أو مقاطعة بناءً على الأرقام الأخيرة من رقم الرخصة في الأيام المحددة مسبقًا وخلال فترات معينة، عادةً ما تكون في ساعات الذروة.
يعد التنفيذ العملي لسياسة تقييد حركة المرور أمرًا شائعًا في أمريكا اللاتينية، وفي كثير من الحالات، يتمثّل هدف تقنين الطرق الرئيسي في الحدّ من تلوّث الهواء، كما هو الحال في مدينة مكسيكو وسانتياغو عاصمة جمهورية تشيلي. وتعد ساو باولو، بأسطول يتألف من 6 ملايين مركبة في عام 2007، أكبر مدينة في العالم تطبق قيود التنقل هذه، ونُفذت لأول مرة في عام 1996 كمقياس للتخفيف من تلوث الهواء، وبعد ذلك أصبحت دائمة في عام 1997 لتخفيف الازدحام المروري. تهدف عمليات التنفيذ التي حدثت مؤخرًا في كوستاريكا وهندوراس إلى خفض استهلاك النفط، بسبب التأثير الكبير لهذا الاستيراد على اقتصاد البلدان الصغيرة، والنظر في الزيادات الحادة في أسعار النفط التي بدأت في عام 2003. وضعت كل من بوغوتا عاصمة كولومبيا، وكيتو عاصمة الإكوادور، ومدينة لاباز في بوليفيا أيضًا خططًا مماثلة لتقييد القيادة قيد التنفيذ.
بعد تنفيذ مؤقت لتقنين مساحات الطرق للحدّ من تلوث الهواء في بكين خلال الألعاب الأولمبية الصيفية لعام 2008، وضع المسؤولون المحليون العديد من خطط التقنين الدائمة لتحسين نوعية الهواء بالمدينة. اعتبارًا من يونيو 2016، وضعت 11 مدينة صينية أخرى خطط تقييٍد مماثلة. وطُبقت قيود مؤقتة على القيادة للحد من السيارات في الشوارع بمقدار يصل إلى النصف أثناء أحداث التلوث الشديد في باريس والضواحي المحيطة بها في مارس 2014 ومارس 2015 وديسمبر 2016؛ وعُمِل بالقيود في بكين مرتين في ديسمبر 2015، ومرة أخرى في ديسمبر 2016؛ وكذلك في روما وميلانو لعدة أيام في ديسمبر 2015. أيضًا نُفِّذت خطط مؤقتة مماثلة لمناوبة التنقل كل يومين في نيودلهي كتجربة مدتها أسبوعان في يناير 2016. طُبِق حظر مؤقت على سيارات الديزل في أوسلو على الطرق البلدية في يناير 2017.

## الخلفية التاريخية
نُفِّذ أول تطبيق معروف لتقنين مساحات الطرق في روما، إذ تسببت العربات والمركبات التي تجرها الخيول في التسبّب بمشاكل ازدحام خطيرة في العديد من المدن الرومانية. في عام 45 قبل الميلاد، أعلن يوليوس قيصر مركز روما منطقة محظورة بين الساعة 6 صباحًا و4 مساءً على جميع المركبات باستثناء العربات التي تنقل الكهنة والمسؤولين والزوار والمواطنين رفيعي المستوى.

## الفعالية
خطط تقنين الوصول على أساس لوحة رقم السيارة لها نتائج متباينة. إذا استخدمت سياسة مناوبة التنقل كل يومين استخدامًا غير منتظم أو مؤقت، فقد يكون لها بعض التأثير. ومع ذلك، إذا استُخدِمت كإجراء طويل الأمد، فقد تنشأ مشكلات عدم المساواة، إذ يمكن للأثرياء شراء سيارتين بلوحتي أرقام معاكسة، للتحايل على أي قيود، وفي الغالب تكون السيارة الثانية أقدم وبالتالي أكثر تلويثًا للهواء. الآن، تبحث مدن استخدمت خططًا مماثلة كطهران عن طرق أكثر استدامة للتحكم في حركة المرور والانبعاثات، وتعد منطقة الانبعاثات المنخفضة أو المناطق محدودة الحركة كالتي تستخدمها أوروبا إحداها.  وُجِدَ أن لوائح الوصول في كثير من الأحيان تكون فعّالة في الحدّ من الازدحام والحركة والتلوّث.

## تطبيقات تقنين مساحة الطريق

### برامج مناوبة دائمة للتنقل كل يومين
طُبِقَ تقنين مساحة الطرق على أساس أرقام الترخيص في كل من المدن التالية: أثينا (1982)، سانتياغو، تشيلي (1986 و2001 الموسعة)، مدينة مكسيكو (1989)، مترو مانيلا (1995)، ساو باولو (1997)، بوغوتا، كولومبيا (1998)، لاباز، بوليفيا (2003)، سان خوسيه، كوستاريكا، (2005) وعلى مستوى البلاد في هندوراس (2008)، وكيتو، الإكوادور (2010). جميع هذه المدن تقيّد نسبة السيارات كل يوم من أيام الأسبوع خلال ساعات الذروة أو طوال اليوم. عندما يعتمد التقييد على رقمين، يكون من المتوقع حدوث انخفاض نظري بنسبة 20% في حركة المرور. تستخدم المدن التي تعاني من مشاكل خطيرة في جودة الهواء، مثل مدينة مكسيكو وسانتياغو، عددًا أكبر من الأرقام للوصول إلى انخفاض أكبر في تلوث الهواء، وحتى الحظر قد يكون لأكثر من يوم واحد في الأسبوع. في بوغوتا عاصمة كولومبيا من عام 2009، مُدِّد العمل بقيود اللوحة من فترات الذروة إلى يوم كامل (من الساعة 6:00 إلى الساعة 20:00) في المدينة بأكملها.
اقترح عمدة باريس برتراند ديلانوي فرض حظر كامل على السيارات في المناطق الداخلية للمدينة، وإعفاء المقيمين والشركات والمعوقين فقط، كخطة تتألّف من ثلاثة أجزاء تُوضع قيد لتنفيذ خلال فترة تمتد لسبع سنوات. عُرِض هذا الاقتراح في عام 2005، في سياق محاولة باريس لاستضافة دورة الألعاب الأولمبية الصيفية لعام 2012 والتي فازت باستضافتها لندن.
خلال المناقشات المتعلقة باقتراح إدخال رسوم الازدحام في نيويورك، درست اللجنة، التي أنشأتها الهيئة التشريعية لولاية نيويورك في عام 2007 لتقييم خيارات الإغاثة المرورية الأخرى، تقنين المساحات على أساس لوحات الترخيص كبديل لتسعير الازدحام. عُطِّل المقترح في أبريل 2008 إذ قرّرت الهيئة التشريعية الامتناع عن التصويت على الخطة المقترحة.

### أثينا
أدى تزايد حركة المرور في أثينا في التسعينيات إلى تطوير "Dactylius" (باليونانية: Δακτύλιος) وتعني «حلقة» حول وسط أثينا. لا تتطلّب الحلقة من السائقين الدفع من أجل الدخول إلى المناطق الخاضعة لقيودها. بدلاً من ذلك، تعتمد الخطة على تكافؤ التاريخ ولوحة تسجيل السيارة ونوع السيارة بالإضافة إلى وقت الأسبوع / الشهر. هناك ثلاثة مناطق للحلقة: الداخلية والخارجية والخضراء، ولكل منها سياساتها الخاصة.

### إیطالیا
في ديسمبر 2015، نفّذت عدة مدن إيطالية قيودًا مؤقتة على القيادة بسبب المستويات المرتفعة من تلوث الهواء. صدرت القيود في روما وميلانو ومدن أخرى في منطقة لومباردي، بما في ذلك بافيا وبوتشينسكو وسيسانو بوسكوني وسيرنوسكو سول نافيليو وبيريسو وسينسيلو بالسامو وكورمانو وكورسيكو وكوسانو ميلانينو وبادينو دوجنانو وسستو سان جيوفاني. شَهِدت إيطاليا أكبر عدٍد لحالات الوفاة المرتبطة بالتلوث في أوروبا في عام 2012. وفقًا لوكالة البيئة الأوروبية (EEA)، توفي أكثر من 84000 شخصًا في البلاد في وقت سابق لأوانهم نتيجة لنوعية الهواء الملوّث.

### ميلانو
اختيرت ميلانو كأكثر المدن تلوثًا في أوروبا في عام 2008 ولا تزال من بين المدن الأسوأ في القارة العجوز. قيّد مسؤولو المدينة حركة المرور في عدة مناسبات منذ عام 2007 للحدّ من انتشار نوعية الهواء السيئة. بسبب ارتفاع مستويات تلوث الهواء، تحظر السلطات في ميلانو السيارات والدراجات النارية والدراجات الصغيرة لمدة ست ساعات يوميًا، من الساعة 10 صباحًا إلى الساعة 4 مساءً لمدة ثلاثة أيام خلال الأسبوع الأخير من ديسمبر 2015. قدّمت السلطات المحلية تذكرة مواصلات عامة «لمكافحة الضباب الدخاني» طوال اليوم بقيمة 1.50 يورو (حوالي 1.65 دولار أمريكي). المدن والبلديات المجاورة في منطقة لومباردي، بما في ذلك بافيا وسينيسيلو بالسامو وبادرنو دوجنانو وستو سان جيوفاني، نفّذت أيضًا قيود القيادة المؤقتة. وأُعفيت السيارات الكهربائية والسيارات المُشارَكة من الحظر.

### روما
نُفّذت خطة مناوبة التنقل كل يومين في روما للحدّ من التلوث الحاد للهواء في المدينة، الذي يحتوي على تركيزات عالية من الجسيمات وثاني أكسيد النيتروجين. أسريَ مفعول الخطة لعدة أيام خلال الأسبوعين الأخيرين من ديسمبر 2015. يعتمد تقييد القيادة على الأرقام الأخيرة من أرقام لوحات السيارات وعُمِلَ به لمدة تسع ساعات، من 7:30 إلى 12:30 ومن 16:30 حتى 20:30. للترويج للتنقل عبر وسائل النقل العام، أصبح سعر تذاكر الركوب لمرة واحدة تصل إلى 1.50 يورو (حوالي 1.65 دولارًا أمريكيًا) صالحة للاستخدام طوال اليوم. وأُعفيت المركبات الصديقة للبيئة، كالسيارات الهجينة ومركبات الغاز الطبيعي، من القيود. أما المركبات الأكثر تلويثًا، كالسيارات التي تعمل بالبنزين والمتوافقة مع معايير الانبعاثات الأوروبية يورو 0 و1، وسيارات الديزل التي تصل إلى يورو 2، لا يمكن أن تدخل المدينة على نحو مستقل عن لوحة الأرقام. لجأت سلطات روما إلى الحد من حركة المرور في المدينة في عدة مناسبات خلال خريف عام 2015 بسبب تلوث الهواء المرتفع.